# Dobsonia chapmani
Dobsonia chapmani es un megamurciélago que vive principalmente en la región de Negros, en las Filipinas. También se encontraron dos pequeñas poblaciones en la provincia de Cebú en Filipinas. Al igual que otros murciélagos frugívoros con dorso desnudo, sus alas se encuentran a lo largo de la línea media de sus cuerpos, lo que lo convierte en un volador muy ágil. Se posa en cuevas, en áreas donde poca luz penetra la penumbra. Una vez fue tan abundante que dejó montones de guano, que fueron utilizados por los mineros como fertilizante.
A mediados de la década de 1980, el bosque de las tierras bajas fue reemplazado por plantaciones de caña de azúcar y el murciélago desapareció. En 1996 la especie fue declarada extinta por la UICN, ya que no se había avistado ninguna desde 1964, pero el murciélago fue redescubierto en 2000. La especie sobrevive ahora en cantidades muy pequeñas. El murciélago vive en cuevas y sale por la noche para comer frutas de las selvas tropicales locales. Después de que se talaron los bosques para dar paso a las plantaciones de azúcar, la población de murciélagos se redujo drásticamente y los pocos que quedan todavía son cazados por su carne. Ahora los murciélagos residen en las pocas áreas de bosque que quedan, y si se talan, es probable que la especie se extinga. El bosque donde viven los murciélagos en Cebú está protegido contra la tala, pero no hay medidas de conservación en Negros.

## Descripción física
Dobsonia chapmani es un murciélago frugívoro de gran tamaño que vive en el sureste de Asia en Filipinas y las islas circundantes. Mide 218-221 mm desde el hocico hasta la cola y pesa 125-143 g. Las alas de este murciélago se conectan en la línea media de la espalda dándole una apariencia desnuda/sin pelo.

## Tamaño del grupo
Se desconoce la densidad de población de esta especie; en el pasado, el tamaño de las colonias rara vez superaba los 300-400 individuos.

## Hábitat
El murciélago prefiere las cuevas de piedra caliza en el bosque. Los hábitats forestales, consisten en vegetación nativa naturalmente abierta y arbustiva como: batino (Alstonia macrophylla), hindunganon (Macaranga sp.), tubug (Ficus septica) y matamban (Mallotus sp.), Que crecen en pendientes pronunciadas. Como alimento, el murciélago también utiliza los claros agrícolas circundantes que están plantados con abacá (Musa textilis), gabi (Colocasia esculenta) y cocos (Cocos nucifera). Solo unas 60 ha. quedan de tierras boscosas para esta especie, todo lo cual está fuera del parque nacional protegido Central Cebu.

## Dieta
Como su nombre lo indica, esta especie come muchos tipos de frutas, por lo que actúa como una especie importante para la dispersión de semillas.

## Grandes amenazas
Hasta hace solo unos años, se pensaba que esta especie estaba extinta debido a tres amenazas comunes. La primera es la sobreexplotación de estos murciélagos para obtener carne debido a su gran tamaño. La segunda y más devastadora amenaza es la deforestación, que es inevitable debido a la creciente población humana. El último factor es que no se toman medidas para proteger el hábitat de esta especie, a excepción de algunas áreas menores en el municipio de Carmen.

## Amenazas secundarias
- El cambio climático puede interrumpir las temporadas de reproducción y afectar el hábitat limitado de este murciélago.
- Diversidad genética debido al cuello de botella poblacional que se produce a baja densidad de población.[5]

## Esfuerzos de conservación
En el municipio de Carmen en la isla de Cebú, el gobierno local ha formado un grupo de coordinadores de protección ambiental que patrullan y denuncian violaciones en el hábitat del murciélago frugívoro de espalda desnuda de Filipinas. El deber de estos coordinadores es inspeccionar los "santuarios" de las cuevas, como los nombró el gobierno municipal, e informar los cambios en el hábitat y la caza de murciélagos. También se está llevando a cabo un proyecto de reforestación. Muchas otras ciudades están siguiendo los pasos de Carmen y se vuelven proactivas para salvar a este murciélago. También hay una ley que se aplica a ambas islas, que es la Ley de la República 9147 o la Ley de Protección y Conservación de los Recursos de Vida Silvestre. Esta Ley, entre otros objetivos, conserva y protege la vida silvestre y su hábitat. Esta especie también se conoce como especie insignia en muchas áreas en las que vive. En 2013, Bat Conservation International incluyó a esta especie como una de las 35 especies de su lista de prioridad mundial de conservación.

## Otras lecturas
- Flannery, Tim; Schouten, Peter; Heinemann, William (2001). Gap in Nature. ISBN 0-87113-797-6.
- Mallari, N. D; Tabaranza Jr., B. R; Crosby, M (2001). Key Conservation Sites in the Philippines.

- Datos: Q301434
- Multimedia: Dobsonia chapmani / Q301434
- Especies: Dobsonia chapmani